# Under the Iron Sea (DVD)
Under the Iron Sea es un DVD de la banda inglesa de rock Keane, lanzado en 2006, publicándose el mismo día que el álbum, mientras que en algunos países fue lanzado unos días antes. Under the Iron Sea es el segundo álbum de estudio de Keane, sucesor del exitoso Hopes and Fears, de esta manera se publica una versión en DVD de su segundo álbum. El DVD contiene los vídeos de los dos primeros sencillos de Under the Iron Sea, "Atlantic" y "Is It Any Wonder?", mientras que algunos temas son interpretados por el pianista y tecladista de la banda Tim Rice-Oxley.

## Lista de canciones
1. Atlantic
2. Is It Any Wonder?
3. Nothing in My Way
4. Leaving So Soon?
5. A Bad Dream
6. Hamburg Song
7. Put It Behind You
8. The Iron Sea
9. Crystal Ball
10. Try Again
11. Broken Toy
12. The Frog Prince

DVD
1. Making of the album (documentary)
2. Recording of "Is It Any Wonder?" music video
3. "Atlantic" video
4. "Is It Any Wonder?" video
5. "Atlantic" (demo, vocals by Rice-Oxley)
6. "Is It Any Wonder?" (demo, vocals by Chaplin)
7. "Nothing in Your Way" (Nothing in My Way live at Chicago Aragon Ballroom)
8. "Leaving So Soon?" (demo, vocals by Rice-Oxley)
9. "A Bad Dream" (demo, vocals by Rice-Oxley)
10. "Hamburg Song" (live at Chicago Aragon Ballroom)
11. "Put It Behind You" (demo, vocals by Chaplin)
12. "The Iron Sea" (demo recorded at Helioscentric studios)
13. "Crystal Ball" (demo, vocals by Rice-Oxley)
14. "Broken Toy" (demo, vocals by Rice-Oxley)
15. "The Frog Prince" (demo, vocals by Rice-Oxley/Chaplin)
16. Photo Gallery
17. Wallpaper downloads